# Kamakura
 (juillet 2025).
Si vous disposez d'ouvrages ou d'articles de référence ou si vous connaissez des sites web de qualité traitant du thème abordé ici, merci de compléter l'article en donnant les références utiles à sa vérifiabilité et en les liant à la section « Notes et références ».
Pour le jeu de société Kamakura, voir Kamakura (jeu).
Kamakura (鎌倉市, Kamakura-shi) est une ville de la préfecture de Kanagawa, au Japon.

## Géographie

### Situation
Kamakura est située dans le nord-ouest de péninsule de Miura, bordée au sud par la baie de Sagami, à environ 50 km au sud-ouest de Tokyo.

### Municipalités limitrophes
| Yokohama | Yokohama       | Yokohama |
| Fujisawa | Kamakura       | Yokohama |
| Fujisawa | baie de Sagami | Zushi    |

### Démographie
Au 1er février 2025, la population de Kamakura s'élevait à 170 051 habitants, répartis sur une superficie de 39,66 km2.

### Climat
Kamakura a un climat subtropical humide caractérisé par des étés chauds et des hivers frais avec peu ou pas de chutes de neige. La température moyenne annuelle est de 15,5 °C. La pluviométrie annuelle moyenne est de 1 872 mm, octobre étant le mois le plus humide.

## Histoire
Kamakura revêt une importance historique pour le Japon. En 1192, le shogun Minamoto no Yoritomo décida d’installer sa nouvelle capitale à Kamakura, qui n'est alors qu'un simple bourg, y déplaçant du même coup le centre politique du Japon. C'était l'époque où les shoguns prenaient le dessus sur l'empereur (Mikado). Le gouvernement de Kamakura domina le Japon pendant plus d'un siècle, jusqu’en 1333 (voir Période Kamakura). À cette date la ville compte environ cinquante mille habitants.
Aujourd’hui, Kamakura est une ville balnéaire, touristique et bien tranquille pour le touriste arrivant en train depuis Tokyo. Elle présente de nombreux points d'intérêt pour les visiteurs. L’été, sa longue plage est fréquentée.
En 2018, Kamakura a rejoint le mouvement Fab City, suivant l'appel lancé par le maire de Barcelone, Xavier Trias, à ce que toutes les villes du monde deviennent autosuffisantes pour 2054.

## Culture locale et patrimoine

### Le grand Bouddha
Parmi les nombreux temples, mausolées et monuments historiques de la ville, le monument le plus célèbre aujourd'hui est très certainement le grand bouddha Amida, souvent appelé « Bouddha de Kamakura » ou Daibutsu de Kamakura. Il se trouve dans le temple du Kōtoku-in, et c'est l'une des représentations de Bouddha les plus connues au Japon, qui attire plus d'un million de visiteurs par an. On doit son érection au premier shogun de Kamakura, Minamoto no Yoritomo (1147-1199) qui voulut donner à la ville une statue colossale de Bouddha, à l'image du Daibutsu qu'il avait vu au temple du Tōdai-ji à Nara, qui avait été restauré en 1185. Il décéda prématurément et son projet fut repris par une dame de la cour et un moine du nom de Jôkô.
Il s'agit d'une sculpture en bronze dont la fonte débuta en 1252 et qui nécessita douze années supplémentaires de travail pour être achevée. Elle mesure 13,35 m de haut et pèse 93 tonnes. Les mains du Bouddha sont présentées dans une des formes du mudrā jo-in, le dhyanamudra ou mudra de la méditation, typique des représentations d'Amida,. Sa tête est couverte de 656 boucles stylisées, et elle est plus large que les proportions ne l'exigeraient afin de ne pas paraître trop petite pour les gens qui la voient depuis en bas.
Le bâtiment qui abritait ce grand bouddha de Kamakura fut détruit en 1495 par un tsunami. Toutefois, la vague ne fut pas assez puissante pour renverser la statue. Mais les fonds manquèrent pour la réparer et elle se dégrada de plus en plus, jusqu'à ce qu'un moine parvienne à réunir les fonds nécessaires pour sa restauration, qui fut réalisée en 1712. Elle a nouveau été réparée après le grand séisme du Kantô de 1923, et encore une fois en 1960-1961.

### Autres monuments
Au cœur de la ville, face à la mer et séparé d'elle par une longue allée plantée de cerisiers et bordée de lanternes de pierre, se trouve le sanctuaire shintô de Tsurugaoka Hachiman dédié à Hachiman, dieu de la guerre, divinité tutélaire du clan Minamoto.
À l'arrière de la ville, dans des collines protégées de la construction, on trouve de nombreux temples entourés de leurs larges domaines ; certains sont le siège d'écoles du bouddhisme zen japonais. On trouve aussi le Gokuraku-ji, temple de la secte Shingon et l'un des plus célèbres de la ville, fondé en 1259 par Shigetoki Hōjō (en) (1198-1261) et un prêtre appelé Ninshō (1217-1303). Il a été restauré et rebâti plusieurs fois depuis cette date.
Près de la gare de Kita-Kamakura (signifiant « nord de Kamakura »), dans le temple Engaku-ji, est enterré le fameux cinéaste japonais Yasujirō Ozu.

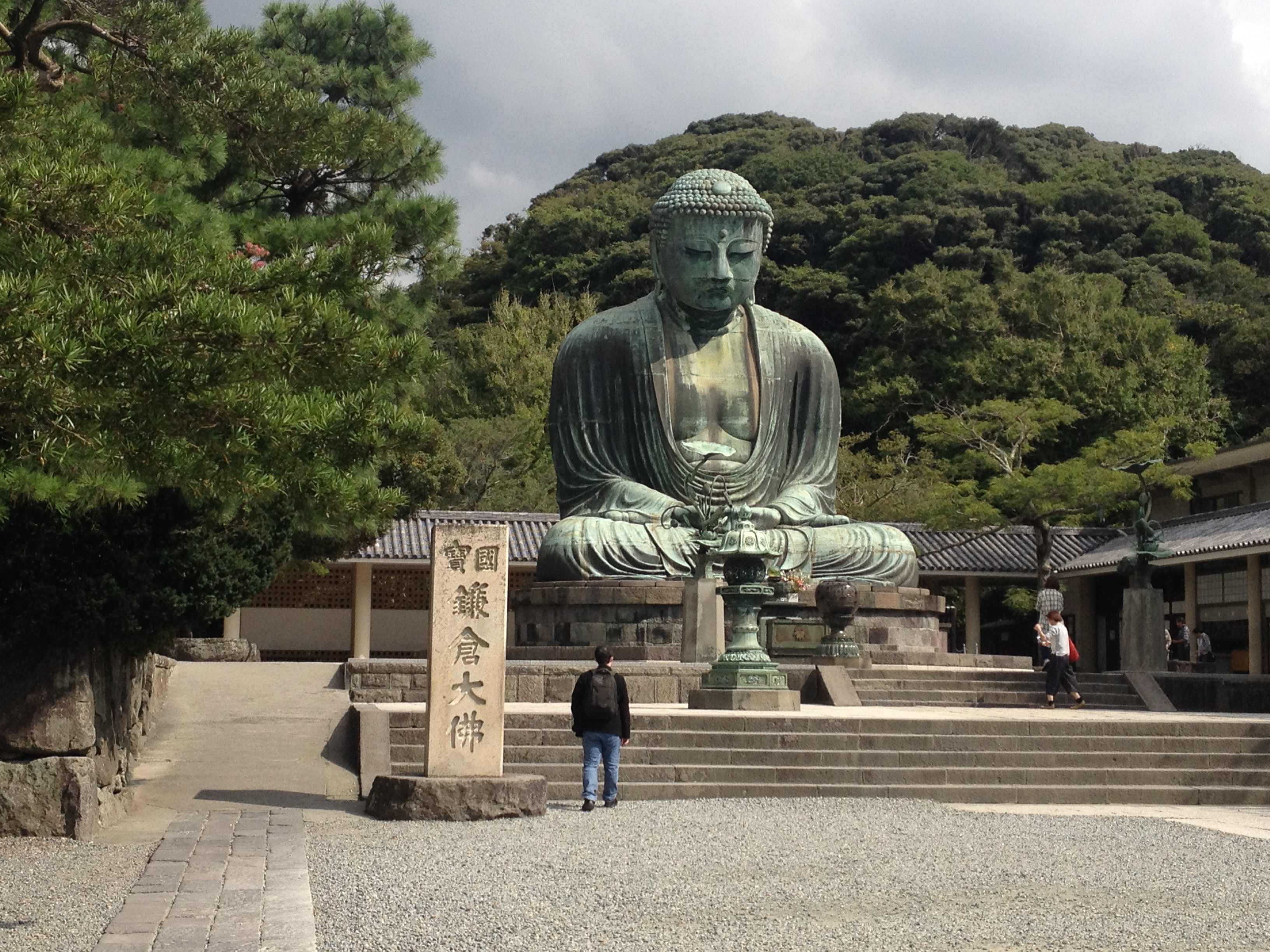
Le Daibutsu Amitabha de Kamakura.
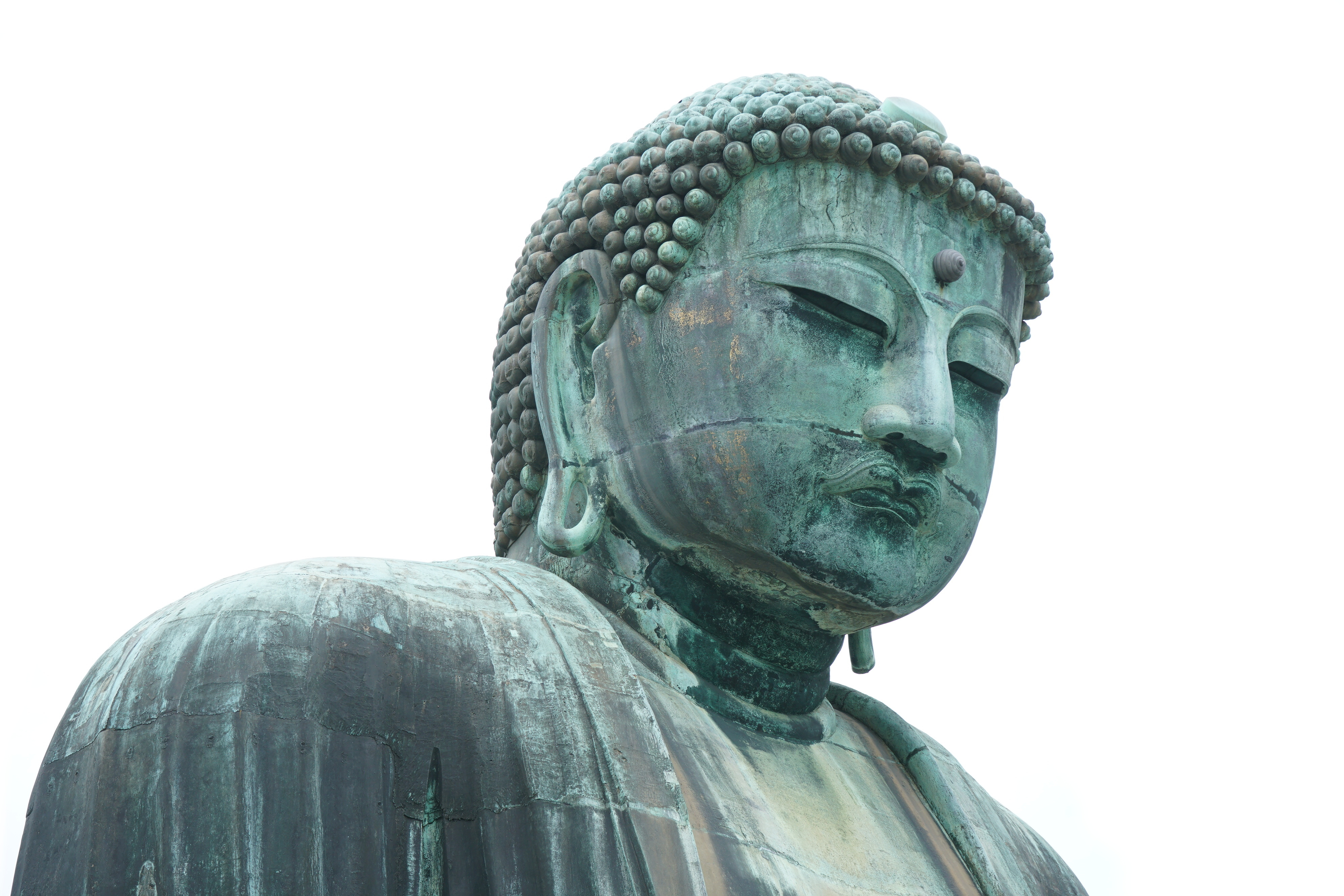
La tête du Daibutsu avec ses 656 boucles.
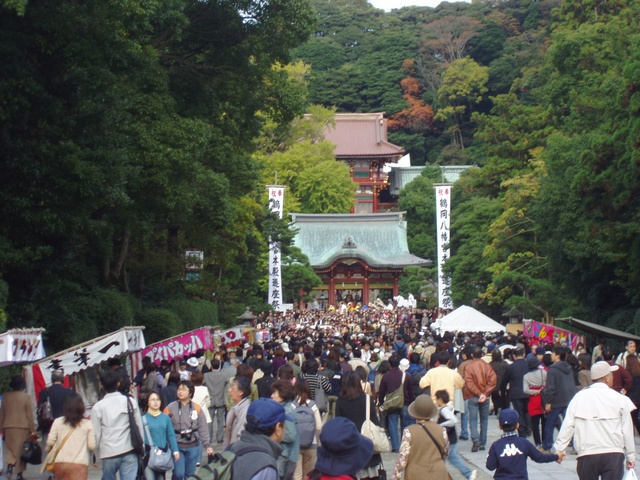
Abords du temple Hachimangu à Kamakura.

## Transports
La ligne Yokosuka de la East Japan Railway Company a trois gares au sein de la ville. La gare d'Ōfuna est la plus au nord. La suivante est la gare de Kita-Kamakura. Vient ensuite celle du centre-ville, la gare de Kamakura.
La gare de Kamakura est également le terminus de la ligne Enoden de la compagnie des chemins de fer électriques d'Enoshima. Cette ligne à faible gabarit va en direction de l'ouest vers Fujisawa en longeant la baie de Sagami sur une bonne moitié de son parcours. Elle dessert des lieux très touristiques tels que le Grand Bouddha de Kamakura et le temple de Hase-dera (station de Hase), ou encore l’île d’Enoshima (sanctuaire du XIIIe siècle). Cette ligne a donc une vocation principalement touristique.

## Culture
- Les mangas Kamakura Diary, Slam Dunk[8] et Elfen Lied se déroulent dans la ville de Kamakura.
- De nombreux lieux de l'animé Slam Dunk sont visitables[9], notamment lors d'un Seichi junrei[10].
- La ville possède un musée d'art moderne auquel ont été léguées de nombreuses œuvres de Yasse Tabuchi[11].
- Les romans La Papeterie Tsubaki (2016) et La République du bonheur (2016) d'Ito Ogawa (1973-) se déroulent dans la ville de Kamakura.

## Personnalités liées
- Nankoku Hidai (né en 1912), peintre
- Kōjirō Shiraishi (né en 1967), navigateur, a grandi à Kamakura[12]
- Setsuko Hara (1920-2015), actrice japonaise qui y vécut après sa retraite du cinéma en 1963
- Montse Watkins (1955-2000), journaliste et écrivaine catalane, spécialiste du Japon, est décédée à Kamakura

## Jumelages et partenariats
Les villes jumelées avec Kamakura sont :
- Nice (France) depuis 1966
- Ashikaga (Japon) depuis 1982
- Dunhuang (Chine) depuis 1998
- Hagi (Japon) depuis 1979
- Ueda (Japon) depuis 1979